# Una giornata al mare
Una giornata al mare è un brano musicale scritto da Giorgio e Paolo Conte, ispirata ai comuni ricordi giovanili delle vacanze estive a Cavi di Lavagna. In origine fu pubblicata come singolo dalla Nuova Equipe 84 nel 45 giri Una giornata al mare/Quel giorno.
Paolo Conte, autore del testo, l'ha incisa nel 1974 includendola nel suo primo LP, Paolo Conte. Giorgio Conte, autore della musica, l'ha incisa in studio per la prima volta nel 2017, per l'album Sconfinando, insieme ad altri pezzi già editi e alcune canzoni nuove. Precedentemente era già comparsa nel suo album-concerto The Best Of / Live al Sovrano Festival / Alberobello (2004), in versione live.

## Altre incisioni
Nel 1988 Bruno Lauzi l'ha incisa nel suo album La musica del mondo, poi nel 1991 in Pagine e poi ancora nel 2001 nell'album collettivo Omaggio al Piemonte.
Nel 1993 Milva l'ha incisa nel suo album Uomini addosso.
Nel 2008 Daniele Silvestri l'ha incisa nella raccolta Monetine.